# 건버드 2
건버드 2(ガンバード 2)는 사이쿄가 개발하고 캡콤이 발매한 종스크롤 슈팅 게임으로 1994년에 출시됐던 건버드의 후속작이다. 1998년 아케이드로 먼처 출시됐고, 2000년 드림캐스트로 이식되어 전세계로 출시됐다. 2004년에 발매된 건버드 1 & 2에 포함됐고, 2014년에는 안드로이드로도 출시됐다.